# Axonopus pellitus
Axonopus pellitus är en gräsart som först beskrevs av Christian Gottfried Daniel Nees von Esenbeck och Carl Bernhard von Trinius, och fick sitt nu gällande namn av Albert Spear Hitchcock och Mary Agnes Chase. Axonopus pellitus ingår i släktet Axonopus och familjen gräs. Inga underarter finns listade i Catalogue of Life.